# اسنیکرنت

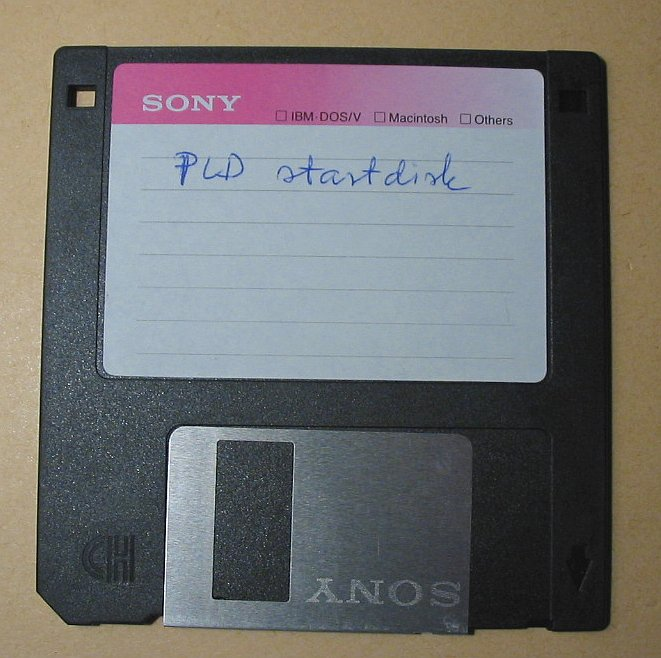
فلاپی دیسک یکی از راه های انتقال اطلاعات به روش اسنیکرت

اسنیکرنت (به انگلیسی: Sneakernet) یک اصطلاح غیررسمی است که اشاره دارد به انتقال اطلاعات الکترونیکی به خصوص پروندهها از یک رایانه به رایانهٔ دیگر بدون بهره‌گیری از شبکه‌های رایانه‌ای و از طریق وسایل ذخیره‌سازی قابل حمل مثل نوار مغناطیسی،  فلاپی‌دیسک،  لوح فشرده،  یواس‌بی فلش درایو یا دیسک سخت.